# Barcelonai metró
A barcelonai metró (katalánul: Metro de Barcelona); Spanyolország második legnagyobb városának, Barcelonának a metrórendszere. A rendszer teljes hosszúsága 166 km, 12 vonalán 198 állomás található. Az egyik legforgalmasabb metróhálózat Európában.

## Története
Az első barcelonai metró építése 1863-ban kezdődött meg Barcelona és Vallés között. Ugyanebben az évben avatták fel a londoni metrót, mely a világ legrégebbi ilyen közlekedési eszköze . Az első vonal megnyitása 1924-ben történt meg (ez a vonalszakasz a mai L3-as vonal része) attól kezdve a metró volt az egyik főszereplő a barcelonai tömegközlekedésben, mely gyors eljutást biztosított a belvárosba. A városban ezután fokozatosan épültek meg az újabb vonalak. 2010-ig 11 vonalat készítettek el, de a hálózat jelenleg is növekszik.

## Vonalak és állomások
|  | Vonal | Végállomások                             | Üzemeltető | Megnyitás éve | Hossz [km] | Állomások száma | Menetidő [perc] |
|  | ----- | ---------------------------------------- | ---------- | ------------- | ---------- | --------------- | --------------- |
|  |       | Hospital del Bellvitge↔Fondo             | TMB        | 1926          | 20,7       | 30              | 45              |
|  |       | Paral-lel↔Badalona Pompeu Fabra          | TMB        | 1959          | 13         | 17+1            | 26              |
|  |       | Zona Universitària↔Trinitat Nova         | TMB        | 1924          | 18,4       | 26              | 36              |
|  |       | Trinitat Nova↔La Pau                     | TMB        | 1924          | 17,3       | 22              | 36              |
|  |       | Cornellà Centre↔Vall d'Hebron            | TMB        | 1959          | 18,8       | 23+3            | 37              |
|  |       | Plaça Catalunya↔Reina Elisenda           | FGC        | 1863          | 5,2        | 9               | 14              |
|  |       | Plaça Catalunya↔Avinguda Tibidabo        | FGC        | 1863          | 4,63       | 7               | 10              |
|  |       | Plaça Espanya↔Molí Nou - C.C.            | FGC        | 1912          | 12         | 11              | 20              |
|  |       | La Sagrera↔Can Zam                       | TMB        | 2009          | 47,8       | 39              | 10              |
|  |       | La Sagrera↔Gorg (építés alatt 2010-2014) | TMB        | 2010          | 47,8       | 33              | 6               |
|  |       | Trinitat Nova↔Can Cuiàs                  | TMB        | 2003          | 2,3        | 5               | 6               |
|  |       | Sarrià↔Reina Elisenda                    | FGC        | 2016 (1976)   | 0,6        | 2               |                 |

## Fordítás
- Ez a szócikk részben vagy egészben  a   Metro de Barcelona című katalán Wikipédia-szócikk fordításán alapul.  Az eredeti cikk szerkesztőit annak laptörténete sorolja fel. Ez a jelzés csupán a megfogalmazás eredetét és a szerzői jogokat jelzi, nem szolgál a cikkben szereplő információk forrásmegjelöléseként.